# Kytöminluodot
Kytöminluodot är en ö i Finland. Den ligger i sjön Saimen och i kommunen Taipalsaari i den ekonomiska regionen  Villmanstrands ekonomiska region  och landskapet Södra Karelen, i den södra delen av landet, 210 km nordost om huvudstaden Helsingfors. Öns area är 2,3 hektar och dess största längd är 360 meter i nord-sydlig riktning.  Notera att namnet antyder att det är fråga om flera öar.